# Bunuri mobile din domeniul medalistică clasate în patrimoniul cultural național al României aflate în județul Iași
Acestă listă conține bunurile mobile din domeniul medalistică clasate în Patrimoniul cultural național al României aflate la momentul clasării în județul Iași.

## Tezaur
| Foto | Informații generale | Detalii tehnice | Descriere | Deținător                                           | Legături |
| ---- | ------------------- | --- | --- | --------------------------------------------------- | -------- |
|      | Legiunea de Onoare  | Datare: 1901 Descoperit: jud. Iași, Iași Material: aur; argint; email alb; mătase ripsată                                                                      | Descriere avers: Decorația are forma unei stele cu cinci raze duble, atârnată de o coroană de lauri și frunze de stejar. Centrul stelei este înconjurat de crengi de stejar și lauri și are pe avers efigia Republicii. Este prevăzută cu o cutie din carton, de culoare roșu-vișiniu, căptușită în interior cu mătase albă pe capac și catifea neagră pe postamentul cutiei de bronz. Descriere revers: Două panglici tricolore Legendă revers: Honneur et Patrie | Muzeul Științei și Tehnicii „Ștefan Procopiu”, Iași | Cimec    |
|      | Sfântul Sava        | Datare: 1892 Descoperit: jud. Iași, Iași Dimensiuni: Î: 11 cm; l: 5 cm; placa: d: 5,6 cm; D: 9,5 cm; G: 2 cm Material: aur; argint; email alb; mătase ripsată  | Descriere avers: Decorația are forma crucii de Malta, din metal și smalț alb cu contur albastru; în centru are un medalion oval din smalț albastru care conține în interior, pe smalț alb, portretul unui preot. Între brațele crucii sunt fixate câte două acvile încoronate. În partea de sus, un element floral articulează crucea de coroana regală a Serbiei. Pe medalionul central are inscripția. Descriere revers: Pe revers, elementele se repetă, doar că în centrul medalionului se află însemnul regelui Serbiei. Este atârnată de o rozetă fixată pe o panglică ripsată albă cu două dungi bleu pe margini.   | Muzeul Științei și Tehnicii „Ștefan Procopiu”, Iași | Cimec    |
|      | Franz Joseph        | Datare: 1903 Școală: V. Mayer's Sohne Descoperit: jud. Iași, Iași Dimensiuni: L: 9,5 cm; l: 3,7 cm; L placă: 2 cm Material: aur; argint; email; mătase ripsată | Descriere avers: Decorația este din aur și are de cruce formă de cruce, străjuită de o parte și de alta de doi vulturi încoronați. În partea de sus, crucea este articulată de coroana Austriei, de care este prins un inel de aur și de el o clemă, tot din aur. Crucea are brațele emailate (roșu), pe de o parte și pe cealaltă. Pe fașă are fixat un lanț din aur trecut pe sub cruce, în partea de jos se continuă cu deviza. În centru are fixat un inel de aur în care sunt incluse inițialele FJ (din aur). Descriere revers: În aceeași poziție ca pe avers, anul instituirii ordinului 1849 Legendă revers: 1849 | Muzeul Științei și Tehnicii „Ștefan Procopiu”, Iași | Cimec    |

## Fond
| Foto | Informații generale                        | Detalii tehnice | Descriere | Deținător                                           | Legături |
| ---- | ------------------------------------------ | --- | --- | --------------------------------------------------- | -------- |
|      | Steaua României, Mare Cruce                | Datare: 1916 Școală: Josef Resch Fils Bucarest Descoperit: jud. Iași, IAȘI Dimensiuni: L: 14,3 cm; LA: 7,5 cm Material: argint aurit; argint diamantat; email; mătase riflată                                   | Descriere avers: A fost instituită prin Decret Domnesc nr. 1.108 din 10 mai 1877 și nr. 1.517 din 28 iunie 1877. Se compune din Crucea Bizantină cu diametrul de 70 mm și o stea cu diametrul de 95 mm. Crucea bizantină este emailată în albastru și înconjurată de raze, purtând deasupra coroana domnească. Centrul crucii este un medalion rotund de email roșu, având pe avers vulturul; împrejurul medalionului este un cerc de email albastru pe care se află înscrisă deviza „In fide Salus” (În credință e salvarea), înconjurat de o ghirlandă din ramuri de stejar verde. Între brațele crucii se află un fascicul de nouă raze de metal, iar de cruce este articulată sus coroana regală de metal. Placa este de argint în forma unei stele cu opt brațe diamantate. Pe stea este atașat medalionul din centrul crucii descrise mai sus. Descriere revers: Centrul medalionului este înconjurat de o ghirlandă de stejar similară cu cea de pe avers. În centrul medalionului este cifra regală. Legendă revers: Cifra regală | Muzeul Științei și Tehnicii „Ștefan Procopiu”, Iași | Cimec    |
|      | Steaua României                            | Datare: 1910 Școală: Josef Resch & fii. Furnisori M.S. Regelui Carol I Bucuresci Descoperit: jud. Iași, IAȘI Dimensiuni: L: 7 cm; La: 5 cm; Lcutie: 15 cm; LAcutie: 8 cm Material: email; bronz; mătase riflată | Descriere avers: A fost instituită prin Decret Domnesc nr. 1108 din 10 mai 1877 și nr. 1517 din 28 iunie 1877. Se compune din Crucea Bizantină cu diametrul de 70 mm emailată în albastru și înconjurată de raze, purtând deasupra coroana domnească. Centrul crucii este un medalion rotund de email roșu, având pe avers vulturul; împrejurul medalionului este un cerc de email albastru pe care se află înscrisă deviza „In fide Salus” (În credință e salvarea), înconjurat de o ghirlandă din ramuri de stejar verde. Între brațele crucii se află un fascicul de nouă raze de metal, iar de cruce este articulată sus coroana regală de metal. Descriere revers: Centrul medalionului este înconjurat de o ghirlandă de stejar similară cu cea de pe avers. În centrul medalionului este cifra regală. Legendă revers: Cifra regală | Muzeul Științei și Tehnicii „Ștefan Procopiu”, Iași | Cimec    |
|      | Crucea de război                           | Datare: 1918 Descoperit: jud. Iași, IAȘI Dimensiuni: L: 4 cm; La: 4 cm Material: fier; mătase riflată | Descriere avers: Medalie instituită prin Decret Regal nr. 1744 din 8 iulie 1918. A fost conferită tuturor participanților la Războiul de Întregire. Crucea comemorativă este făcută din fier, cu fondul negru și extremitățile brațelor în formă rombică. Are un cerc la mijloc cu diametrul de 13 mm. Legendă revers: Anii războiului: 1916 - 1918. | Muzeul Științei și Tehnicii „Ștefan Procopiu”, Iași | Cimec    |
|      | Răsplata muncii pentru învățământul primar | Datare: 1898 Descoperit: jud. Iași, IAȘI Material: metal aurit; mătase riflată | Descriere avers: Medalie instituită prin Decret Regal nr. 2.903 din 3 octombrie 1898, destinată învățătorilor și profesorilor. Pe avers are efigia lui Carol I Descriere revers: Ghirlandă cu frunze de stejar și de lauri Legendă revers: Ca răsplată muncii pentru învățământul primar | Muzeul Științei și Tehnicii „Ștefan Procopiu”, Iași | Cimec    |
|      | Răsplata muncii pentru biserică            | Datare: 1906 Descoperit: jud. Iași, IAȘI Material: metal aurit; mătase riflată | Descriere avers: Medalie instituită prin Decret Regal nr. 2804 din 14 iulie 1906. Prezintă o cruce, având în centru un medalion cu ochiul lui Dumnezeu și Globul Pământesc, iar împrejur un disc cu inscripția. Descriere revers: O cruce, o ghirlandă cu frunze de stejar și la mijloc, în medalion, cifra regală încoronată. | Muzeul Științei și Tehnicii „Ștefan Procopiu”, Iași | Cimec    |
|      | Bene Merenti                               | Datare: 1896 Descoperit: jud. Iași, IAȘI Material: argint aurit | Descriere avers: Ordinul a fost înființat prin Decretul Domnesc nr. 314/20 februarie 1876. Bustul lui Carol I privind spre stânga Descriere revers: Coroană de frunze de laur în jurul inscripției. Legendă revers: BENE MERENTI | Muzeul Științei și Tehnicii „Ștefan Procopiu”, Iași | Cimec    |